# Ben Cotton
Ben Cotton (Edmonton, 26 juli 1975) is een Canadees acteur.

## Carrière
Cotton begon in 1999 met acteren in de televisieserie Beggars and Choosers, waarna hij in nog meer dan 160 televisieseries en films speelde. Zo speelde hij in onder andere Stargate Atlantis (2004-2009), Hellcats (2010-2011), True Justice (2010-2012), The Killing (2013) en Once Upon a Time in Wonderland (2013-2014). 

## Filmografie

### Films
Selectie:
- 2012 Battlestar Galactica: Blood & Chrome - als Coker Fasjovik
- 2010 The Boy Who Cried Werewolf - als taxichauffeur
- 2008 The Day the Earth Stood Still - als vrachtwagenchauffeur
- 2007 Battlestar Galactica: Razor - als bange man
- 2007 Scar - als bisschop
- 2007 To Be Fat Like Me - als Warren
- 2006 The Tooth Fairy - als Henry
- 2006 Slither - als Charlie
- 2004 The Chronicles of Riddick - als beveiliger
- 2004 Walking Tall - als drugsdealer

### Televisieseries
Selectie:
- 2023-2024 The Irrational - als Wes Banning - 3 afl.
- 2023 Cruel Summer - als Ned - 4 afl.
- 2023 The Night Agent - als Gordon Wick - 7 afl.
- 2021-2022 Resident Alien - als Jimmy - 7 afl.
- 2021 Debris - als Loeb - 4 afl.
- 2020-2021 The Astronauts - als Singer Combes - 7 afl.
- 2018 The Bletchley Circle: San Francisco - als rechercheur Bill Bryce - 8 afl.
- 2017-2018 The Arrangement - als Andres - 6 afl.
- 2017 Rogue - als analist Knox - 3 afl.
- 2016-2018 Mars - als Ben Sawyer - 3 afl.
- 2015 Olympus - als Cyrus - 5 afl.
- 2013-2014 Arctic Air - als Russell Comstock - 8 afl.
- 2013-2014 Once Upon a Time in Wonderland - als Tweedle - 9 afl.
- 2013 The Killing - als pastor Mike - 6 afl.
- 2010-2012 True Justice - als Thomas - 3 afl.
- 2010-2011 Hellcats - als Travis Guthrie - 10 afl.
- 2008-2011 Eaux troubles du crime - als interview stem - 7 afl.
- 2009-2010 Riese - als Herrick - 7 afl.
- 2009 Harper's Island - als Shane Pierce - 7 afl.
- 2004-2009 Stargate Atlantis - als dr. Kavanagh - 6 afl.
- 2007 Whistler - als Dean Webber - 8 afl.
- 2002 Taken - als Denny - 3 afl.

### Computerspellen
- 2011 Dead Rising 2: Off the Record - als diverse stemmen
- 2010 Dead Rising 2: Case West - als diverse stemmen
- 2010 Dead Rising 2 - als diverse stemmen

## Leo Award
- 2015 - in de categorie Beste Optreden door een Gastacteur in een Dramaserie – in de televisieserie Motive – genomineerd.
- 2014 - in de categorie Beste Optreden door een Acteur in een Film – in de film Lawrence & Holloman – genomineerd.
- 2013 – in de categorie Beste Optreden door een Acteur in een Korte Film – in de film Late – genomineerd.
- 2012 – in de categorie Beste Optreden door een Acteur in een Korte Film – in de film The Planting – genomineerd.
- 2010 - in de categorie Beste Optreden door een Gastacteur in een Dramaserie – in de televisieserie Harper's Island – genomineerd.

- International Standard Name Identifier: 0000 0004 4423 7464
- Library of Congress Control Number: no2015123705
- Système universitaire de documentation: 18170479X
- Virtual International Authority File: 313226683
- WorldCat: E39PBJyhk4kKqHry3t4txRbfMP